# Frank Demets
Frank Demets (1968) is een Belgisch journalist, redacteur en auteur.

## Levensloop
Demets doorliep zijn middelbaar onderwijs aan het atheneum van Kortrijk, hierop aansluitend studeerde hij communicatiewetenschappen aan de VUB, alwaar hij in 1990 afstudeerde. 
Vervolgens was hij actief als freelance-sportjournalist voor Het Volk. In januari 1997 ging hij aan de slag als redacteur bij het economisch tijdschrift Trends. In 2001 stapte hij over naar de redactie van MaoMagazine, waar hij actief bleef tot maart 2002. Daarnaast was hij actief als freelancer voor De Financieel-Economische Tijd. In januari 2004 ging hij aan de slag als redacteur bij Knack. In april 2006 ontving hij van de Universitaire Werkgroep Literatuur en Media (WEL) de mediaprijs Gouden Lampje voor zijn artikel "Het einde van uw privacy", gepubliceerd in Knack op 13 april 2005. Tevens was hij van 2000 tot 2008 secretaris van de Erkenningscommissie voor beroepsjournalisten.
In januari 2007 ging hij aan de slag op de weekendredactie van De Tijd, alwaar hij in mei 2007 Frederik Delaplace opvolgde als hoofdredacteur. Een functie die hij uitoefende tot maart 2009. Hij werd in deze hoedanigheid opgevolgd door Pierre Huylenbroeck. Demets bleef nog een tijd actief als 'senior writer' bij de krant en maakte vervolgens de overstap naar De Morgen.
In april 2012 ging hij aan de slag als communicatiedirecteur van Febelfin, een functie die hij uitoefende tot november 2013. In 2015 werd hij aangesteld als manager van het consumentenmagazine Test Aankoop.